# Placa de las Carolinas

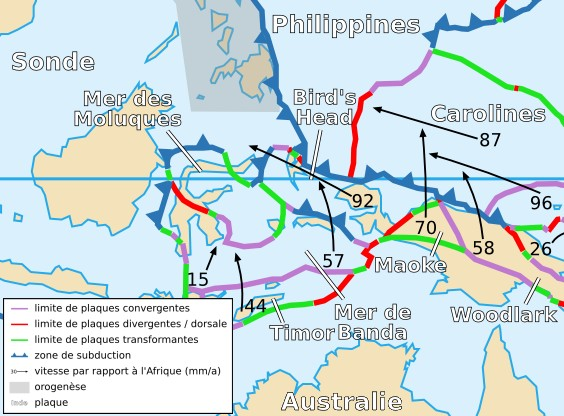
Mapa de la placa de las Carolinas (como "Carolines")

La placa de las Carolinas es una pequeña placa tectónica situada al norte de la isla de Nueva Guinea. Forma una zona de subducción a lo largo del borde con la placa Cabeza de Pájaro y la placa Woodlark hacia el sur. Un borde transformante marca el límite norte con la placa del Pacífico. A lo largo del límite con la placa Filipina se encuentra un borde convergente que se convierte en un rift.